# Willis Harman
Willis W. Harman (16 août 1918 - 30 janvier 1997) est un ingénieur américain, futuriste et auteur associé au mouvement du potentiel humain. Il était convaincu que la fin de la civilisation industrielle a fait face à une période de grande crise culturelle qui a appelé à une profonde transformation de la conscience humaine. Au cours d'une carrière durant quatre décennies, il a travaillé à sensibiliser le public sur le sujet au travers de ses écrits et à favoriser la recherche pertinente via l'institut de recherche à but non lucratif SRI International, l'Institut des sciences noétiques (IONS) et le World Business Academy (WBA). Il fut président de l'IONS pendant deux ans et il est le cofondateur de la WBA. Ses nombreux livres comprennent des volumes rédigés en collaboration avec le futuriste Howard Rheingold, qui met en avant des points de vue similaires, et la mythologue Joseph Campbell.

## Enfance et études
Willis W. Harman est né à Seattle le 16 août 1918. Son père est un ingénieur hydroélectrique et sa mère professeur de musique. Il intègre l'Université Western Washington avant d'être diplômé d'études supérieures à l'Université de Washington en 1939 avec un baccalauréat universitaire en génie électrique.
Après l'obtention de son diplôme, il travaille pour General Electric, puis rejoint la Marine comme agent électrique. Il est affecté à bord de l'USS Maryland (BB-46), mais est à terre à son domicile près de Pearl Harbor au cours de 1941, lors de l'attaque de Pearl Harbor. Après la fin de la Seconde Guerre mondiale, Harman reçoit une maîtrise universitaire de sciences physiques et un doctorat en génie électrique à l'Université Stanford.

## Carrière universitaire
Harman enseigne pendant plusieurs années à l'Université de Floride avant de rejoindre l'Université Stanford en 1952 pour y enseigner la physique et l'ingénierie électrique.
En 1954, il assiste à un séminaire d'été sur l'éthique, la méditation et la vie spirituelle qui a un effet transformateur sur sa pensée et sa carrière. Il dira plus tard de cette expérience qu'« elle m'a ouvert le champ sur de vastes domaines dont je ne connaissais même pas l'existence. Ce séminaire à totalement changé mon concept de l'éducation, ce qui m'a conduit avec le temps à mener de nombreuses activités dans le domaine de la psychologie humaine. »[réf. nécessaire]
Harman devient convaincu que la culture Occidentale est confrontée à une crise d'ordre morale découlant des ravages de l'industrialisation et de sa logique économique, ce qui le pousse à l'appeler le « Monde à macroproblèmes ». La vision d'Harman est : « Si vous regardez les hypothèses qui sous-tendent notre système économique – en particulier celles concernant les prérogatives de la propriété – et si vous regardez ensuite les buts que nous les humains avons sur la façon dont nous voulons vivre notre vie, il n'y a pas de compatibilité. Les hypothèses ne peuvent jamais conduire à la réalisation des objectifs. » De son point de vue, c'est la crise qui a mené au développement d'une éthique écologique et de la réalisation d'un soi éthique. La société a besoin de transformer ses institutions afin de favoriser le développement personnel de chaque être humain dans un contexte de ressources limitées. Parce qu'Harman considère les humains comme étant une partie intégrante du monde naturel, il voit la réalisation individuelle de soi-même et la durabilité environnementale comme des concepts synergiques et non comme des idées contradictoires. Harman reconnait également le grand (et souvent problématique) rôle que les processus inconscients jouent dans la culture humaine et que ces travaux aient été nécessaires pour mieux comprendre comment ces processus pourraient être exploités de manière positive.[réf. nécessaire]
Harman intègre son nouveau point de vue dans un séminaire populaire de Stanford intitulé The Human Potential en français : « Le Potentiel Humain » qui couvre des sujets comme la méditation, les drogues psychoactifs, ou encore la parapsychologie.
En 1980, il est nommé régent de l'Université de Californie par le gouverneur Jerry Brown. Il est régent pendant dix ans.

## SRI International
Harman quitte finalement Stanford pour devenir chercheur en sciences sociales au SRI International, et le directeur du Centre de Recherche des Politiques Éducatives. Il y lance un programme de recherche axé sur la résolution des problèmes posés par le développement industriel non-contrôlé. Ce travail le conduit à écrire un livre sorti en 1976 : An Incomplete Guide to the Future en français : « Guide incomplet pour le futur », intégrant notamment sa vision d'une société trans-industrielle. Contrairement à de nombreux futurologues, Harman ne croit pas que l'avenir était prévisible simplement en projetant les tendances actuelles; par conséquent, une caractéristique de son œuvre est sa capacité à concevoir des idées sur l'avenir qui ne sont pas liées à des tendances actuelles.
Au SRI International, Harman recrute Alfred Matthew Hubbard (en) pour participer au Projet d'Avenir Alternatif, dont un des objectifs était d'initier les gérants d'entreprises et les leaders d'opinion au LSD,.

## Institut des sciences noétiques
Harman est invité par l'astronaute Edgar Mitchell à rejoindre l'Institut des sciences noétiques (IONS) à Sausalito en 1973, l'année de sa fondation. Il y devient président de 1978 jusqu'à sa mort en 1997. Il décrit les missions de l'IONS comme étant le rapprochement de la science et de la religion, mais d'une manière qui pourrait nécessiter des changements fondamentaux dans les deux.

## World Business Academy
En 1987, Harman cofonde la World Business Academy avec Rinaldo Brutoco et d'autres hommes d'affaires. La WBA nait de sa conviction que les entreprises joueraient un rôle essentiel dans la période de profonde transformation sociale qu'Harman prévoit. Son objectif est de favoriser un changement plus harmonieux en aidant les chefs d'entreprise à assumer de nouveaux rôles de responsabilité sociale.

## Famille et décès
En 1941, Harman se marie à Charlene Alésoir, qui lui a survécu. Ils ont trois filles (Billie, Marie, et Susan) et un fils, Dean.
Harman, est mort d'un cancer du cerveau.

## Œuvres sélectionnées
- Biology Revisited en français : « Biologie revisitée » (avec Elizabet Sahtouris, 1998)[11]
- Global Mind Change: The Promise of the 21st Century en français : « Une nouvelle vision de la conscience transforme le monde XXe siècle » (2e éd., 1998)
- The New Business of Business: Taking Responsibility for a Positive Globale Future en français : « Le Nouveau monde de l'entreprise : la Prise de responsabilité de l'avenir global positif » (avec Maya Porter, 1997)[12]
- Intuition at Work: Pathways to Unlimited Possibilities en français : « De l'intuition au travail : les Voies d'accès à un nombre illimité de possibilités » (avec Roger Franz et Joel Levey, 1996)[13]
- The New Metaphysical Foundations of Modern Science en français : « Les Nouveaux fondements métaphysiques de la science moderne » (avec Jane Clark, 1994)[14]
- New Traditions in Business: Spirit and Leadership in the 21st Century en français : « De nouvelles traditions dans l'entreprise : l'Esprit et le Leadership au XXe siècle » (1991)[15]
- Creative Work: The Constructive Role of Business N A Transforming Society en français : « Travail de création : Le Rôle constructif de l'entreprise et une transformation de la société » (1991)
- Global Mind Change: The New Age Revolution in the Way We Think en français : « Esprit global du changement : Le Nouvel Âge de la révolution dans la façon de renser » (1988-1990)
- Paths to Peace en français : « Les Voies de la paix » (avec Richard Fumée, 1987)
- Higher Creativity: Liberating the Unconscious for Breakthrough Insight en français : « Plus de créativité : se libérer l'inconscient de la percée insight » (avec Howard Rheingold, 1984)[16]
- Energy Futures, Human Values and Life Styles en français : « L'Énergie pour l'avenir, les valeurs humaines et des styles de vie » (1982)
- Changing Images of Man en français : « Changement des images de l'homme » (avec Joseph Campbell et O. W. Markley, 1982)[3]
- An Imcomplete Guide for the Future en français : « Un guide incomplet pour l'avenir » (1976-1979)[7]
- Principles of the Statistical Theory of Communication en français : « Principes de la théorie statistique de la communication » (1963)
- Fundamentals of Electronic Motion en français : « Les Fondamentaux de l'électronique de mouvement » (1953)